# Eva Fastag
Eva Fastag   (Varsòvia, 3 d'abril de 1917 - Israel, 12 d'agost de 2021) va ser una resistent jueva que es va distingir durant la Segona Guerra Mundial al camp de Barracks Dossin a Malines.

## Biografia
Eva Fastag va néixer a Varsòvia, Polònia. El 1919, la seva família va emigrar a Anvers. Estarà inscrita a l'escola primària en una escola de parla holandesa i farà les seves humanitats en francès. Primer treballarà com a secretària d'una empresa naviliera i després d'una companyia d'assegurances belga. L'única empleada jueva, el seu cap acceptarà, no obstant això, que continuï treballant a l'empresa sempre que no porti l'estrella jueva. El 1940 va conèixer Abraham Dobruszkes. Intentant escapar amb la seva primera dona a Anglaterra, el seu vaixell va ser bombardejat i la seva dona va morir. Detingut l'octubre de 1942, deu la seva salvació a les seves habilitats com a electricista. En agraïment pels serveis prestats a la caserna de Dossin, va ser nomenat operador de ràdio i, per tant, va escapar de la deportació. Tenint accés a l'exterior, va portar a les casernes cisalles i pinces per servir en moltes fugides de combois de deportació. Eva Fastag havia estat agafada a Anvers quan baixava del tren de Brussel·les. Va ser traslladada a Breendonk, on va ser seleccionada, juntament amb una dotzena d'altres, en qualitat de secretària multilingüe amb domini de l'alemany. La resta de jueus deportats amb el primer tren de deportació que va deixar Bèlgica el 24 d'agost de 1942). Va treballar dos anys a la caserna de Dossin, on va escriure les llistes de deportats. Resistent, reunirà en el mateix vagó les persones amb més probabilitats d'escapar. Eva Fastag va ser alliberada el 9 de juny de 1944, tres dies després del desembarcament aliat com a part d'un intercanvi amb presoners alemanys al Mandat britànic de Palestina.

El 2008, va enviar una carta a Simone Veil per tornar a un episodi que va descriure al seu darrer llibre. El 2019, Pieter Serrien va publicar el seu testimoni en una obra en neerlandès subtitulada 
| « | Com vaig sobreviure al camp de Malines i a l'holocaust a Bèlgica | » |

 Als 102 anys, va decidir testimoniar perquè volia assegurar-se que la generació més jove en sabés.